# Суд над Слободаном Милошевичем
Суд над Слобода́ном Мило́шевичем — судебный процесс над экс-президентом Югославии Слободаном Милошевичем, проходивший в Международном трибунале по бывшей Югославии (МТБЮ) с 12 февраля 2002 года по март 2006 года. По причине смерти Милошевича, суд не был завершён. 

## Предыстория
В октябре 1998 года, главный прокурор МТБЮ Луиза Арбур потребовала палату предварительного производства трибунала начать расследование в отношении на тот момент действующего президента Югославии Слободана Милошевича по ситуации в Косово, что в итоге было одобрено. В феврале 1999 года следственная группа Международного трибунала по бывшей Югославии начала собирать доказательства возможных военных преступлений, в которых он подозревался. 
27 мая 1999 года МТБЮ предъявил обвинение Милошевичу, а также Милану Мулутиновичу, Николе Саиновичу, Драголюбу Ояничу и Владко Стойльковичу обвинение в ряде военных преступлений в Косово и выдал ордер на их арест.
7 октября 2000 года Милошевич был свергнут по результатам бульдозерной революции. После этого, 23 января 2001 года, МТБЮ выдал повторный ордер на задержание экс-президента и всех остальных вовлеченных в данное дело четырёх чиновников СРЮ.
1 апреля 2001 года в 4:30 утра Милошевич был арестован на своей вилле в Белграде по обвинению в совершении ряда преступлений. Несмотря на это, было объявлено, что выдача экс-президента в руки трибунала не планируется. Глава МВД страны Душан Михайлович заявил о том, что Милошевич будет предан правосудию непосредственно в стране.
О возможной выдачи Милошевича в руки трибунала впервые заговорили 4 апреля 2001 года, когда председатель МТБЮ Клод Жорда и генеральный прокурор Карла дель Понте потребовали немедленно передать Слободана Милошевича в Гаагу для проведения процесса.
6 апреля 2001 года министр юстиции Югославии Владан Батич заявил секретарю трибунала (Хансу Хольткуису) о том, что ордер на арест будет приведён в исполнение в ближайшее время.

## Ход событий
28 июня 2001 года по инициативе премьер-министра Сербии Зорана Джинджича Слободан Милошевич был тайно передан МТБЮ и доставлен в следственный изолятор трибунала. Это вызвало возмущение Воислава Коштуницы и сторонников бывшего президента. 29 июня Милошевич был официально заключен под стражу.
3 июля 2001 года экс-президент впервые предстал перед судом, предварительно отказавшись от адвокатов. На данном слушании Милошевич обвинил МТБЮ в попытке оправдать агрессию НАТО против Югославии и заявил, что не признает его правомочность.
К январю 2002 года все подготовительные процессы были завершены и 5 февраля трибунал назначил дату первого заседания суда над Милошевичем.

### Суд
12 февраля 2002 года судебная палата МТБЮ начала рассматривать дело бывшего президента. В этот день Милошевич зачитал защитную речь, в которой дал опровержение всем обвинениям, а также заявил, что суд над ним не соответствует международным нормам. В сентябре того же года началось представление доводов команды обвинения. 
15 декабря 2003 года начался допрос первого свидетеля по делу, которым стал генерал армии США Уэсли Кларк. Решение о том, что Кларк будет давать показания было вынесено 30 октября и опубликовано 17 ноября.
В июне 2004 года было подано ходатайство о вынесении оправдательного приговора Милошевичу, в связи с недостатком доказательств, 16 июня оно было отклонено.
В связи с проблемами со здоровьем Милошевича, суд прерывался 22 раза.
В конце 2005 года состояние Милошевича начало ухудшаться, он стал ходатайствовать о лечении в России, о чём было объявлено в январе 2006 года. Однако трибунал отказал Милошевичу в этом ходатайстве, заявляя, что факт его болезни является лишь предлогом для того, чтобы скрыться от правосудия.
11 марта 2006 года Милошевич скончался от инфаркта миокарда, 14 марта дело было прекращено.

## Дальнейшие события
18 марта 2006 года Милошевич был похоронен в Пожареваце. Проститься с бывшим президентом Югославии пришло 80 тысяч человек.

### Формальное оправдание Милошевича
24 марта 2016 года МТБЮ вынес приговор лидеру боснийских сербов Радовану Караджичу. В приговоре было указано, что доказательств в поддержку обвинения против Милошевича было недостаточно и на основании этого факта трибунал снял предъявленные бывшему президенту обвинения.